# Polana helara
Polana helara är en insektsart som beskrevs av Delong och Freytag 1972. Polana helara ingår i släktet Polana och familjen dvärgstritar. Inga underarter finns listade i Catalogue of Life.